# Zygfryd Friedek
Zygfryd Friedek (ur. 19 października 1944 w Opolu) – polski żużlowiec.
Ligowe punkty zdobywał dla trzech polskich klubów. W latach 1964–1965 był zawodnikiem bydgoskiej Polonii, z którą w 1964 roku zdobył brązowy medal DMP. Drugi taki sukces odniósł w 1970 roku, gdy już startował w zespole Kolejarza Opole. To w okresie występów w opolskiej drużynie (1963, 1966–1975) sięgał po swoje największe sukcesy indywidualne.
Jednym z najważniejszych był udział żużlowca w historycznym, bo pierwszym rozgrywanym w Polsce finale Indywidualne Mistrzostwa Świata na Żużlu w roku 1970, kiedy na Stadionie Olimpijskim we Wrocławiu zajął XV miejsce. Odegrał czołową rolę w dwóch finałach indywidualnych mistrzostw kraju. W 1967 roku w Rybniku wywalczył brązowy medal, a w 1971, też na stadionie rybnickim, uplasował się na wysokiej piątej pozycji. Także dwukrotnie stawał na starcie finałów Młodzieżowych Indywidualnych Mistrzostw Polski w 1968 roku w Lesznie stanął na trzecim stopniu podium, a rok później w Lublinie był przedostatni, piętnasty. Po dwa finałowe występy zanotował w rozgrywkach o Złoty i Srebrny Kask. W tych pierwszych był siódmy w pamiętnym 1970 roku i piąty w następnym sezonie. W 1966 roku wygrał pierwszą edycją Srebrnego Kasku, a w następnej edycji uplasował się na drugiej pozycji. Sportową karierę zakończył występami w rzeszowskim klubie, zdobywał punkty dla tamtejszej Stali w latach 1977–1979.
Zwyciężył w historycznie pierwszym plebiscycie na najlepszego sportowca województwa opolskiego za rok 1967, zorganizowanego przez redakcję „Trybuny Opolskiej”.

## Osiągnięcia
Indywidualne Mistrzostwa Świata
- 1970 -  Wrocław - 15. miejsce - 2 pkt → wyniki

Indywidualne Mistrzostwa Polski
- 1967 - Rybnik - 3. miejsce - 12 pkt → wyniki
- 1971 - Rybnik - 5. miejsce - 11 pkt → wyniki

Młodzieżowe Indywidualne Mistrzostwa Polski
- 1968 - Leszno - 3. miejsce - 10+3 pkt → wyniki
- 1969 - Lublin - nie dojechał na zawody → wyniki

Złoty Kask
- 1970 - 8 rund - 7. miejsce - 56 pkt → wyniki
- 1971 - 7 rund - 5. miejsce - 50 pkt → wyniki

Srebrny Kask
- 1966 - 3 rundy - 1. miejsce - 26 pkt → wyniki
- 1967 - 5 rund - 2. miejsce - 53 pkt → wyniki

## Inne ważniejsze turnieje
Memoriał Alfreda Smoczyka w Lesznie
- 1966 - 1. miejsce - 11 pkt → wyniki
- 1968 - 9. miejsce - 5 pkt → wyniki
- 1971 - 6. miejsce - 10 pkt → wyniki